# Stelen von Lombera
Die drei Stelen von Lombera (spanisch Las estelas de Lombera oder Los Corrales de Buelna) wurden 1937 und 1995 bei Lombera in Los Corrales de Buelna in Kantabrien in Spanien gefunden. Sie gehören zum Typ der kantabrischen Scheibenstelen.
Scheibenstelen kommen auch in Frankreich (französisch Stèle discoïdale), Italien, Norwegen, Portugal, Russland, Schweden, Syrien, in der Türkei und im Maghreb vor. In Frankreich sind sie in Okzitanien und auf den Friedhöfen des Baskenlandes noch besonders zahlreich.

## Stele 1
Die Stele 1 ist eine etwas beschädigte Scheibenstele von 1,9 m Durchmesser und 0,27 m Dicke. Es ist eine der drei in der Einsiedelei von San Cipriano gefundenen Stelen. Auf der einen Seite ist, im Zentrum zweier hervorgehobener konzentrischer Ringe das Relief eines fünfarmigen Wirbelrades (auch als Swastika verstanden) dargestellt. Auf der anderen Seite ist im Zentrum von zwei konzentrischen Ringen, ein sechsarmiges Radmotiv dargestellt.

## Stele 2
Die Stele 2 von Lombera ist eine kantabrische Scheibenstele von 1,7 m Durchmesser und 0,27 m Dicke. Auf der einen Seite ist in einem äußeren Ring das Relief eines fünfarmigen hervorgehobenen Wirbelrades dargestellt. Auf der anderen Seite ist im Zentrum dreier konzentrischer Ringe ein offenes, balkenkreuzartiges Motiv mit Mittelkreis dargestellt, das in der kantabrischen Lábaru-Flagge verarbeitet wurde und auch auf der Stele von Zurita erscheint.

## Stele 3
Die Stele 3 von Lombera ist das 1995 in der Wand eines Bauernhofs gefundene zentrale Fragment  einer Stele. Sie könnte etwa 1,3 m Durchmesser gehabt haben und war 0,16 m dick.